# Schneckenberg (Passau)
Der Schneckenberg ist ein 373 Meter hoher Berg im Passauer Stadtteil Grubweg. Er ist ein bewaldeter Hügel östlich des heutigen Sportplatzes und südwestlich des Nebenplatzes. Er wurde von Oberstjägermeister Leopold Anton Graf von Firmian, dem Bruder von Fürstbischof Leopold Ernst Graf von Firmian im Anschluss an die Gartenanlagen des Firmiangutes um 1780 als künstlicher Erdaufwurf angelegt, um den sich schneckenförmig ein Weg in die Höhe zog. Er ist namentlich nur auf historischen Karten verzeichnet, nicht aber auf der aktuellen amtlichen Karte. Er ist aber namensgebend für den gleichnamigen Ortsteil des Passauer Stadtteils Grubweg, für die heutigen Siedlungsstraßen Obere und Untere Schneckenbergstraße sowie Sportanlage und Turnhalle des VfB Grubweg. Das aufgeschüttete Areal erhebt sich nur rund acht Meter über die Umgebung.
Nach dem Schneckenberg ist das Baugebiet Schneckenberg-Nord benannt.